# Turismo nel Tamil Nadu

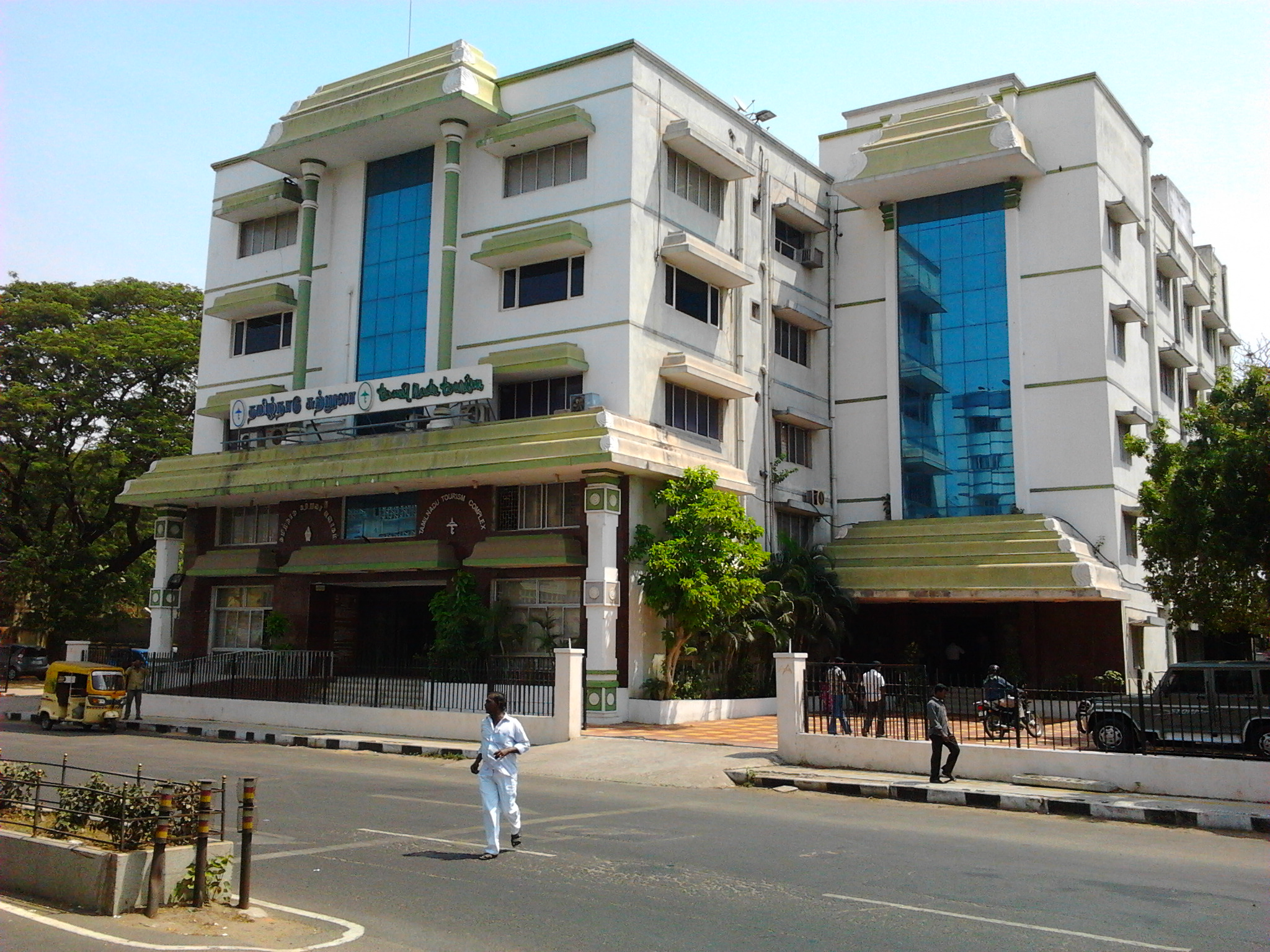
Sede dell'ente governativo per il turismo del Namil Nadu, a Chennai.

Il turismo nel Tamil Nadu è tra le principali fonti di reddito della regione, vantando la seconda più grande industria del turismo dell'intera India, con un tasso di crescita annuo del 16%. Nel 2012 il Tamil Nadu occupava il secondo posto (dopo il vicino Andhra Pradesh) in termini di arrivi di turisti, sia nazionali che stranieri; meta turistica per tutto il corso dell'anno, nel corso del 2013 è stato visitato da 244,2 milioni di indiani il che l'ha reso la meta più popolare dell'intera India. Sommando i quasi 4 milioni di arrivi stranieri ha totalizzato il totale più importante nel settore turistico rispetto a tutti gli altri territori.
Il Tamil Nadu è uno degli stati federati e territori dell'India, situato nella parte sud-orientale della penisola indiana; è una delle quattro nazioni d'origine dravidica della nazione, con più di 4.000 anni di storia e cultura ininterrotta. Il Tamil Nadu ha anche alcune tra le più notevoli opere d'architettura dell'India, oltre ad una tradizione vivente di musica, danza, belle arti e tradizioni popolari. Il paese è famoso ed apprezzato per i grandi templi delle sue città e per gli innumerevoli siti di rilevanza storico-archeologica; ma anche per le stazioni collinari, le cascate, i parchi nazionali, la cucina locale, per la fauna selvatica e la bellezza paesaggistica.

## Città principali

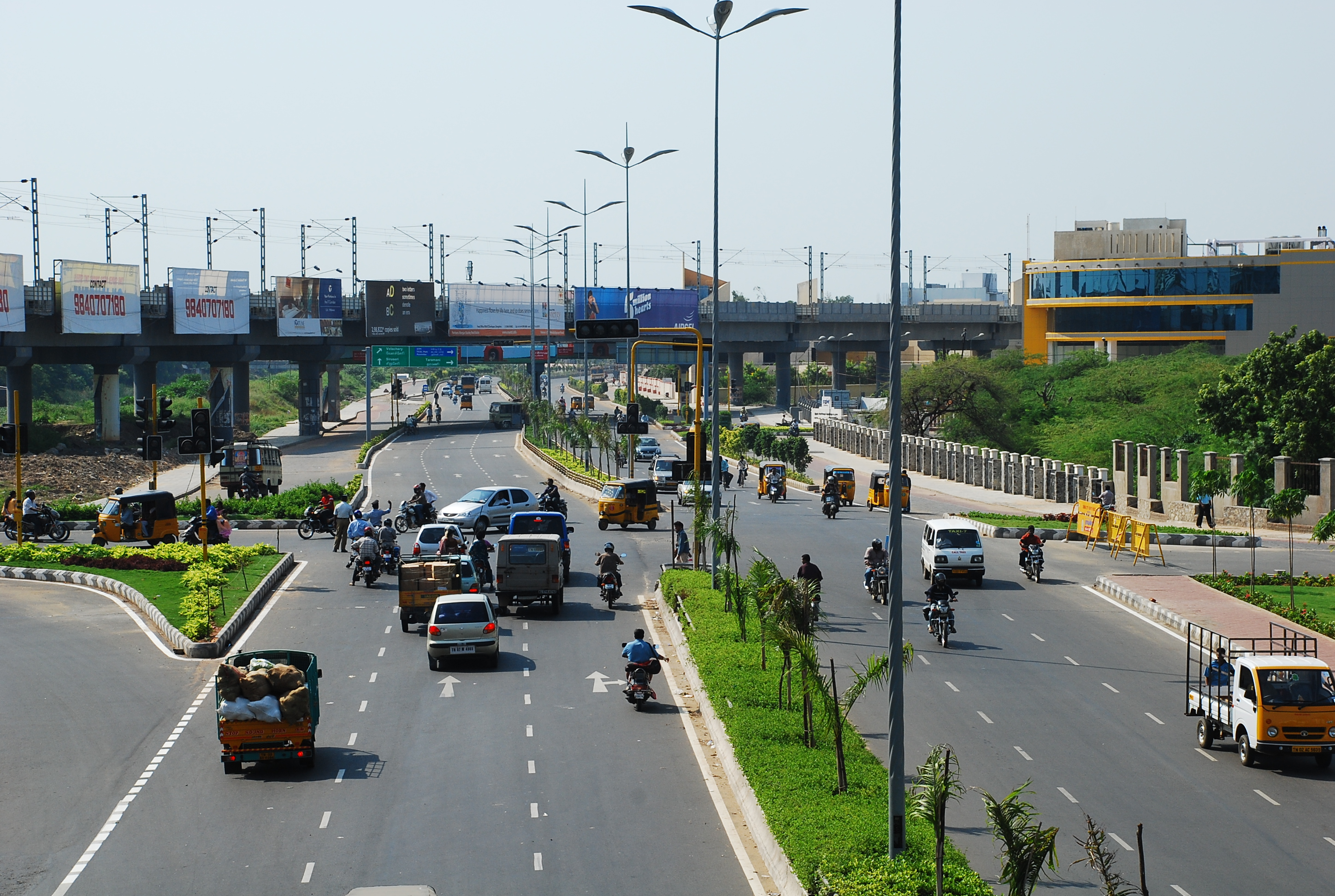
Veduta di Chennai.

### Chennai
Chennai, precedentemente conosciuta come "Madras", è la capitale dello stato e la quarta più grande metropoli dell'India e una delle prime 50 al mondo. La città è conosciuta per le sue spiagge, l'architettura anglo-indiana, i festival culturali, oltre ad essere la più vasta e varia destinazione per lo shopping. Considerata come la porta dell'India meridionale, è ben collegata a tutte le altre regioni del subcontinente sia per snodi ferroviari, che stradali ed aerei.
Ospitando uno dei più grandi complessi ospedalieri dell'intero continente asiatico, ha recentemente stimolato un forte afflusso di "turismo medico".

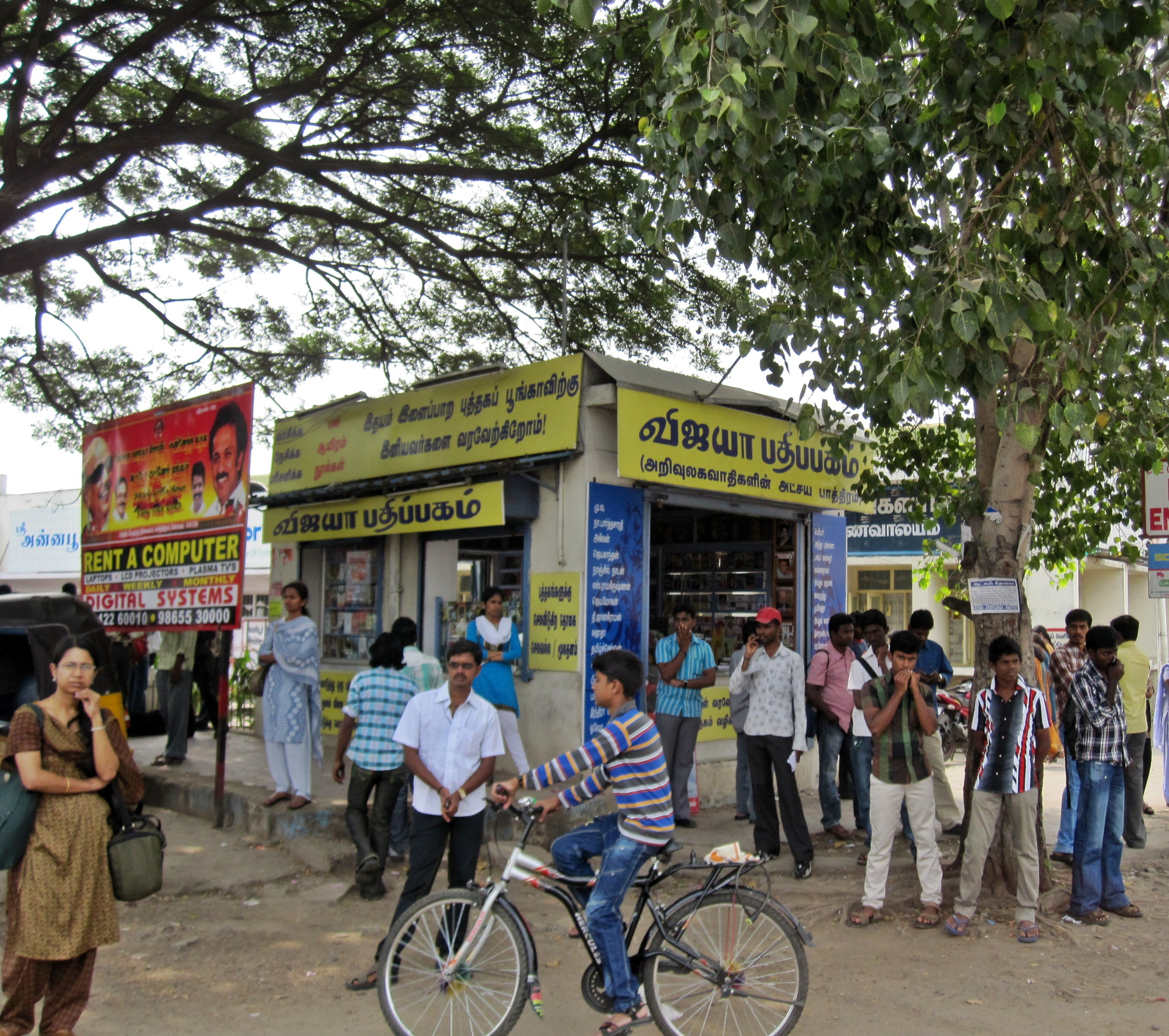
Veduta di Coimbatore

### Coimbatore
Coimbatore è la seconda più grande città del Tamil Nadu, dopo la capitale Chennai. Viene spesso definita come la Manchester dell'India del Sud a causa della sua crescente importanza commerciale, ma è anche una città tessile (vi si lavora il cotone). Situata nell'estremo occidente del paese, ai confini col Kerala, è ben collegata da strade, ferrovie ed aerei con le principali città indiane.

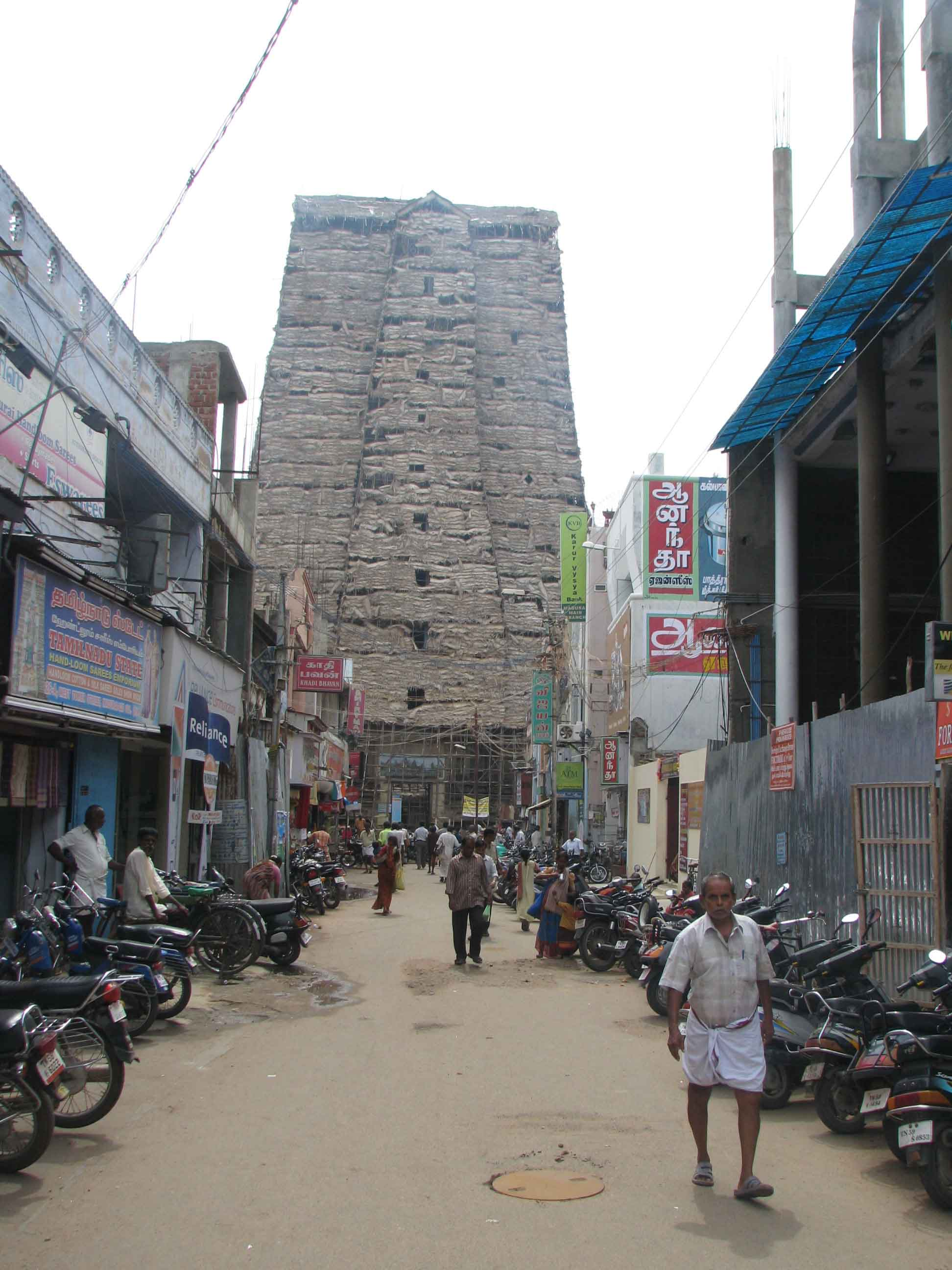
Uno degli ingressi al gopuram del tempio di Meenakshi a Madurai.

### Madurai
Madurai è la terza città più grande del Tamil Nadu, nonché la più antica, abitata ininterrottamente per più di duemila anni. Considerata come una delle maggiori città-tempio, è soprannominata l'Atene d'oriente; è inoltre sede culturale e centro turistico di alto livello: durante il regno dell'imperatore Pandiayn è stata la capitale del regno Pandya.
A tutt'oggi Madurai continua ad essere punto di ritrovo culturale dello stato ed una delle principali destinazioni turistiche per i visitatori stranieri, con un flusso secondo solo a quello presente a Chennai, da cui dista 450 km: ha un'importante ferrovia e un aeroporto situato a circa 12 km dal centro cittadino.
Madurai è molto conosciuta anche per i suoi complessi templari, costruiti e ristrutturati soprattutto dai re Pandyan e Nayak, tra i quali uno dei più famosi e ampi è certamente quello dedicato a "Sri Meenakshi Devi", risalente a quasi due millenni fa, il tempio di Meenakshi dai mille pilastri e dalle 14 torri, con opere architettoniche, pittoriche e artistiche in genere uniche al mondo e di inestimabile valore: la maggior parte della vita cittadina - e quindi dei suoi abitanti - ruota ancor oggi interamente attorno a questo grande tempio dell'Induismo, uno dei maggiori per dimensioni e perimetro e che è visitato annualmente da decine di migliaia di stranieri.
Il "Mariamman Theppakulam" è un enorme serbatoio costruito nel 1636 nella parte orientale della città; al suo fianco sorge un tempio dedicato a Parvati nei cui dintorni ogni anno tra gennaio e febbraio si svolge un festival che celebra il matrimonio della Dea sposa di Shiva. Madurai si trova anche vicino al tempio di Thirupparamkunram dedicato a Murugan-Kartikeya e a quello di Pazhamudircholai situata 16 km a nord del centro abitato; queste sono due delle sei principali dimore della divinità.
Il "Thirumalai Nayak Mahal" si trova a una distanza di 2 km dal Tempio principale di Meenakshi; il palazzo è una testimonianza dell'arte ed architettura indiana delle regioni meridionali. Ci sono 248 colonne all'interno del palazzo, ognuna di 25 metri di altezza e 5 metri di diametro.
I dipinti presenti rispecchiano l'arte della pittura prevalente nel XVI secolo. Solo per una parte del grande palazzo di forma rettangolare è consentito l'ingresso per le visite turistiche.
La città ospita infine la moschea Kazimar, che si crede esser stata costruita da un discendente diretto del profeta Maometto e che si afferma esser il più antico monumento islamico dell'India meridionale; l'altra è la moschea Goripalayam la quale ospita le tombe di due dei sovrani del sultanato di Delhi.

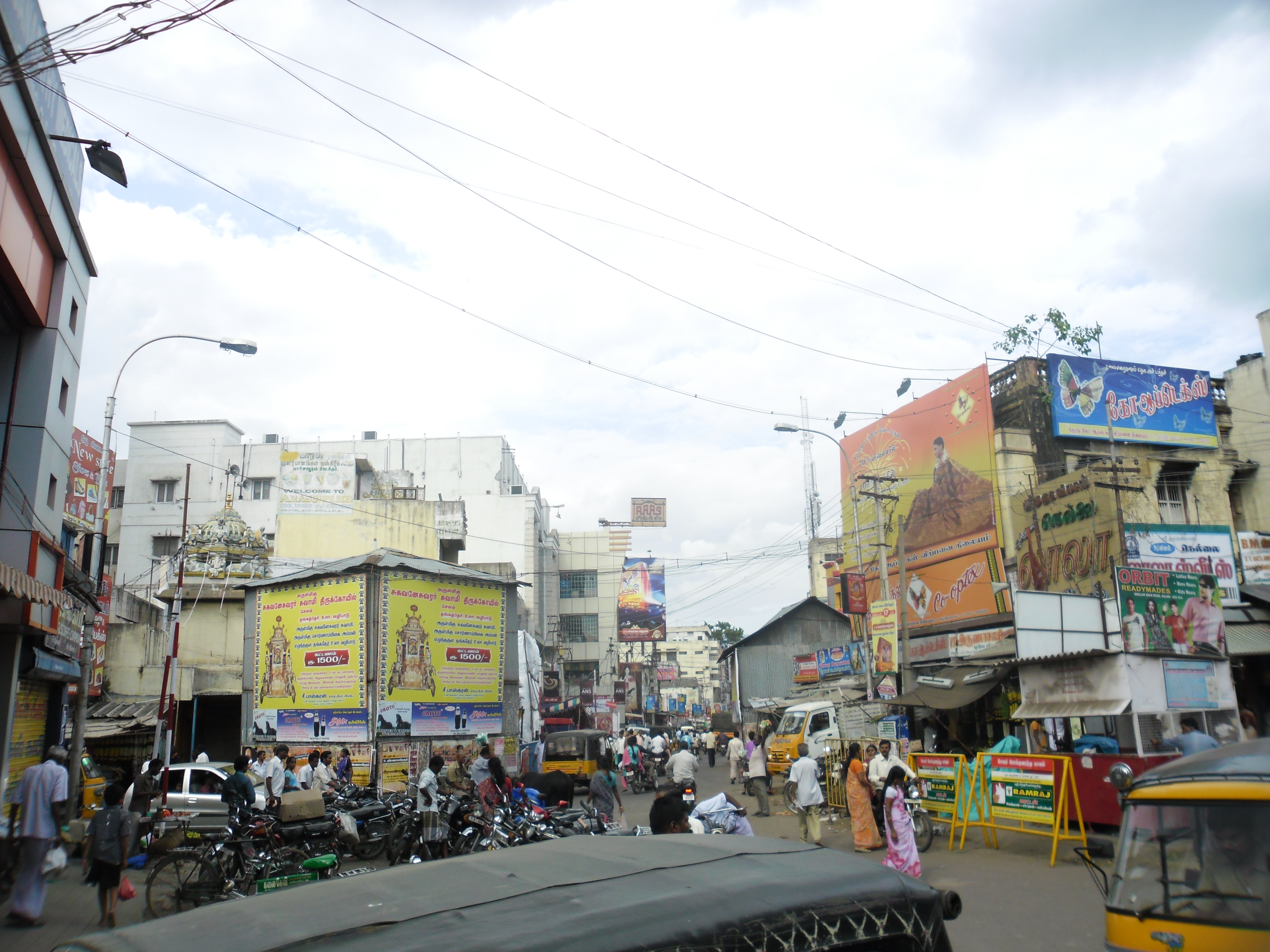
Veduta di Salem.

### Salem
Salem è la quinta più importante città della regione, con numerose e rinomate località d'interesse turistico; situata bella zona centrale dello stato, è la quarta città per ampiezza del Tamil Nadu e sede di un importante snodo ferroviario e collegamenti stradali. Città del mango e dell'acciaio, ospita: la stazione collinare di Yercaud, la grande diga "Mettur Dam", i templi di Kailasanathar e Kottai Mariamman (quest'ultimo sede di una famosa festività, l'"Aadi Festival"), infine il lago Poolavari.

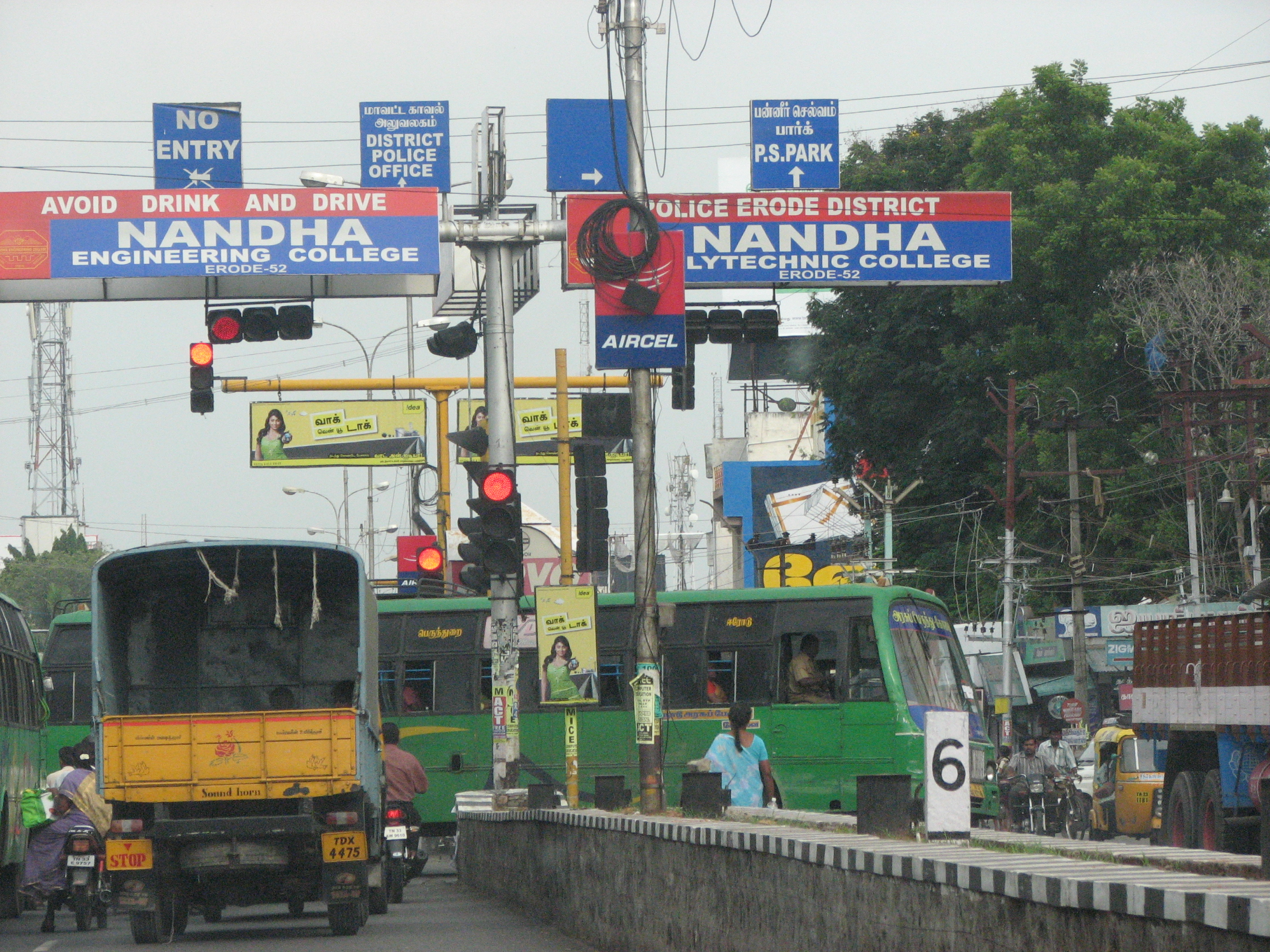
Una strada di Erode.

### Erode
Erode è la sede amministrativa del distretto omonimo; situata sulle rive del fiume Kaveri è stata governata, lungo il corso della sua storia, da diverse dinastie (tra cui i Pandya e i Chola), ma ha fatto parte anche dell'Impero di Vijayanagara.
Si trova al centro della penisola meridionale, circa 400 km a sudovest della capitale Chennai e all'incirca ad 80 km ad est di Coimbatore; i prodotti dell'industria tessile, del petrolio e della curcuma contribuiscono soprattutto all'economia cittadina, impiegando in queste attività la maggioranza degli abitanti.
Essendo capitale distrettuale ospita anche gli uffici amministrativi e i principali istituti scolastici superiori ed universitari pubblici; collegata tramite strada e ferrovia, l'aeroporto più vicino è quello di Coimbatore.

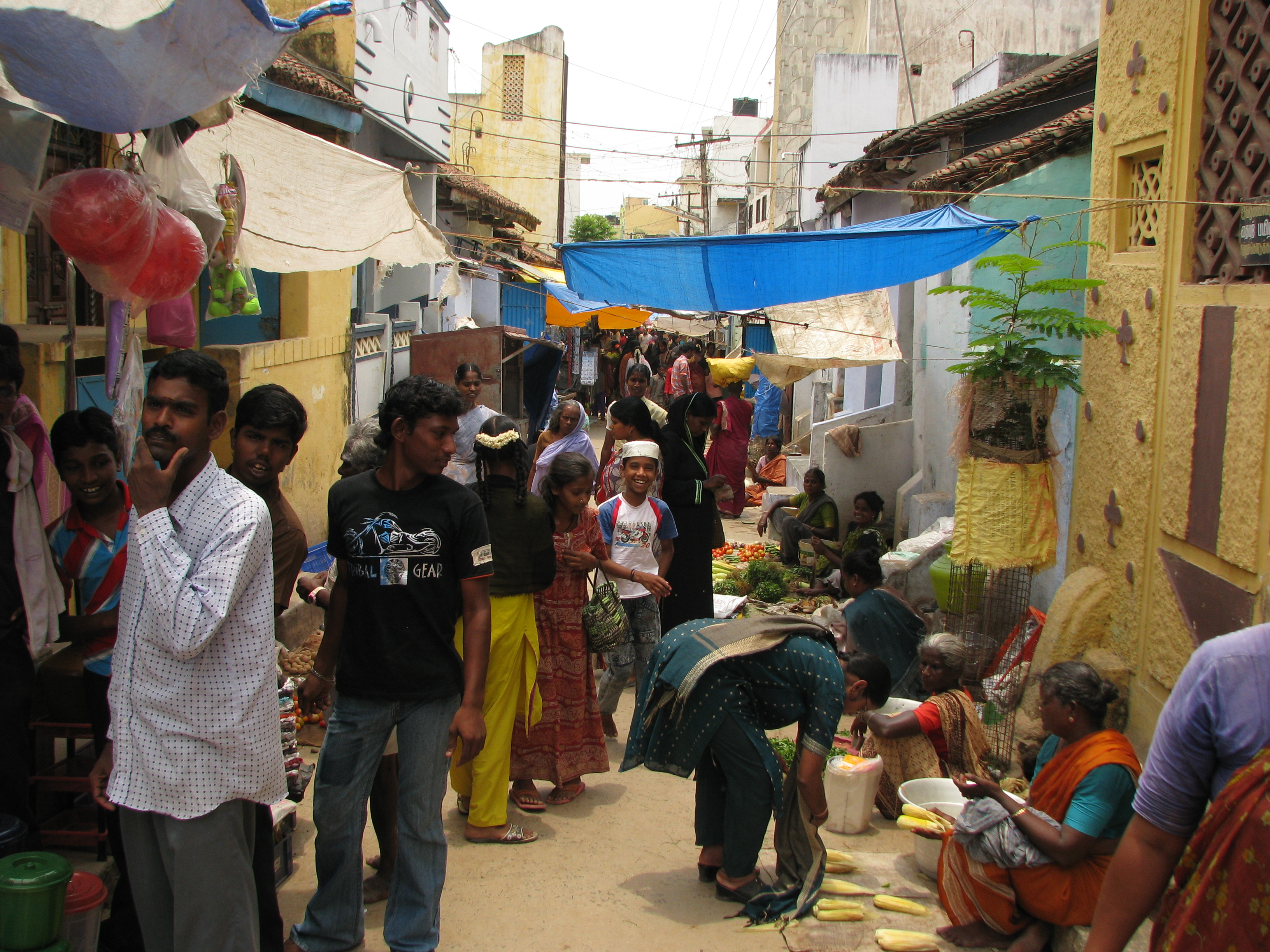
Piazza del mercato a Vellore.

### Vellore
Vellore è città capoluogo amministrativo dell'omonimo distretto nell'estremo nord del Tamil Nadu; si trova a 140 km ad ovest della capitale Chennai. Situata sulle rive del fiume Palar, è stata governata nel corso del tempo da diverse dinastie e regni meridionali del subcontinente indiano (i Pallava, i Chola, l'impero Vijayanagara, i Rashtrakuta).
Ospita lo storico forte di Vellore risalente al XVI secolo, un museo governativo ed un parco scientifico, oltre a svariati luoghi di culto religioso sia induista (il tempio di Jalakanteshwara all'interno della fortezza ed il tempio d'oro di Sripuram) che islamico (con una grande moschea), la chiesa cristiana di San Giovanni, l'ampio giardino zoologico Amirthi e la stazione collinare di Yelagiri, tutti luoghi d'attrattiva turistica ubicati negli immediati dintorni cittadini.

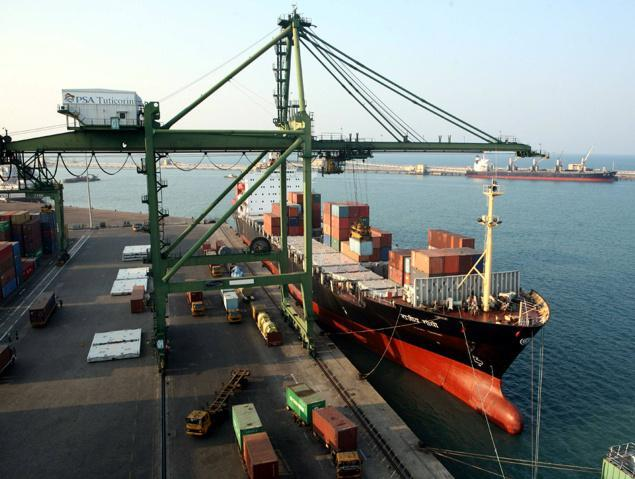
Veduta del porto di Thoothukudi.

### Thoothukudi
Thoothukudi (o Tuticorin) è una cittadina commerciale situata in riva al mare nella punta Sud del Tamil Nadu; possiede ampi tratti di spiagge assolate e sabbiose ideali come meta turistica. Ha un capolinea ferroviario e un aeroporto nazionale con voli regolari per Chennai. Nelle sue immediate vicinanze si trovano diversi luoghi di significato storico-religioso.

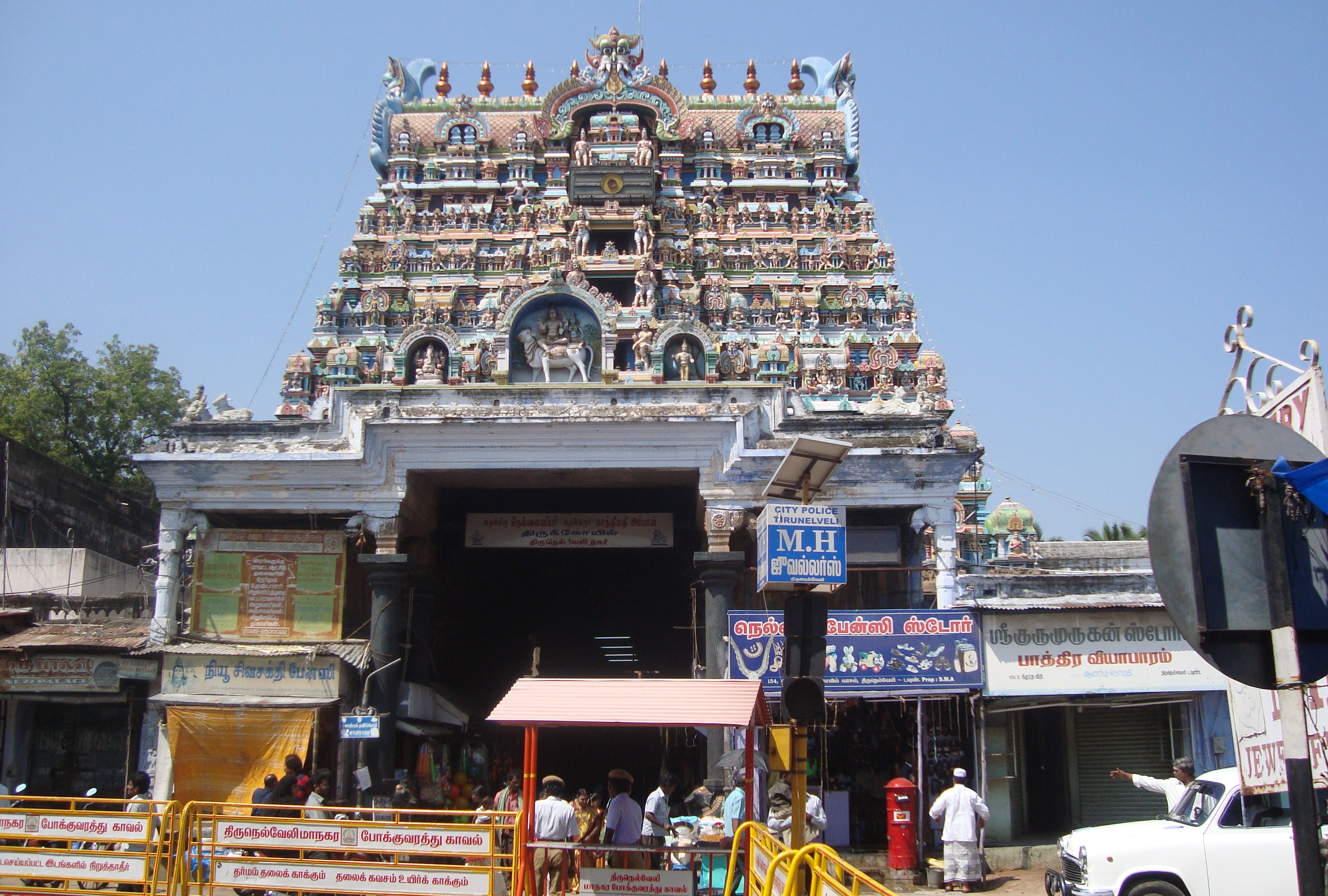
Tempio shivaita di Nellaiapar a Tirunelveli.

### Tirunelveli
Tirunelveli è un antico centro urbano sede di molti templi e santuari, tra cui il grande tempio Nellaiappar dedicato al dio Shiva. Si trova sul lato occidentale del fiume Thamirabani, mentre su quello orientale si trova la sua città gemella Palayamkottai. Dotata di un importante nodo ferroviario, si trova a 700 km a sudovest di Chennai.

## Luoghi patrimonio mondiale dell'UNESCO
Lo stato ospita un buon numero di siti di patrimonio internazionale principalmente composti da antichi templi risalenti all'impero Pallava e Chola sparsi lungo diverse direzioni del Nord e della regione Centro-orientale del Tamil Nadu. 

### Templi di Chola
I templi di Chola sono stati costruiti dal re Rajaraja Chola I e da suo figlio Rajendra I. Il patrimonio culturale comprende i tre grandi templi dell'XI e XII secolo, ovvero il Tempio Brihadisvara a Thanjavur, il Tempio Brihadisvara al "Gangaikondacholisvaram" e il Tempio Airavatesvara a Darasuram. Essi testimoniano i brillanti risultati ottenuti dai Chola in campo di architettura, scultura, pittura e fusione in bronzo.

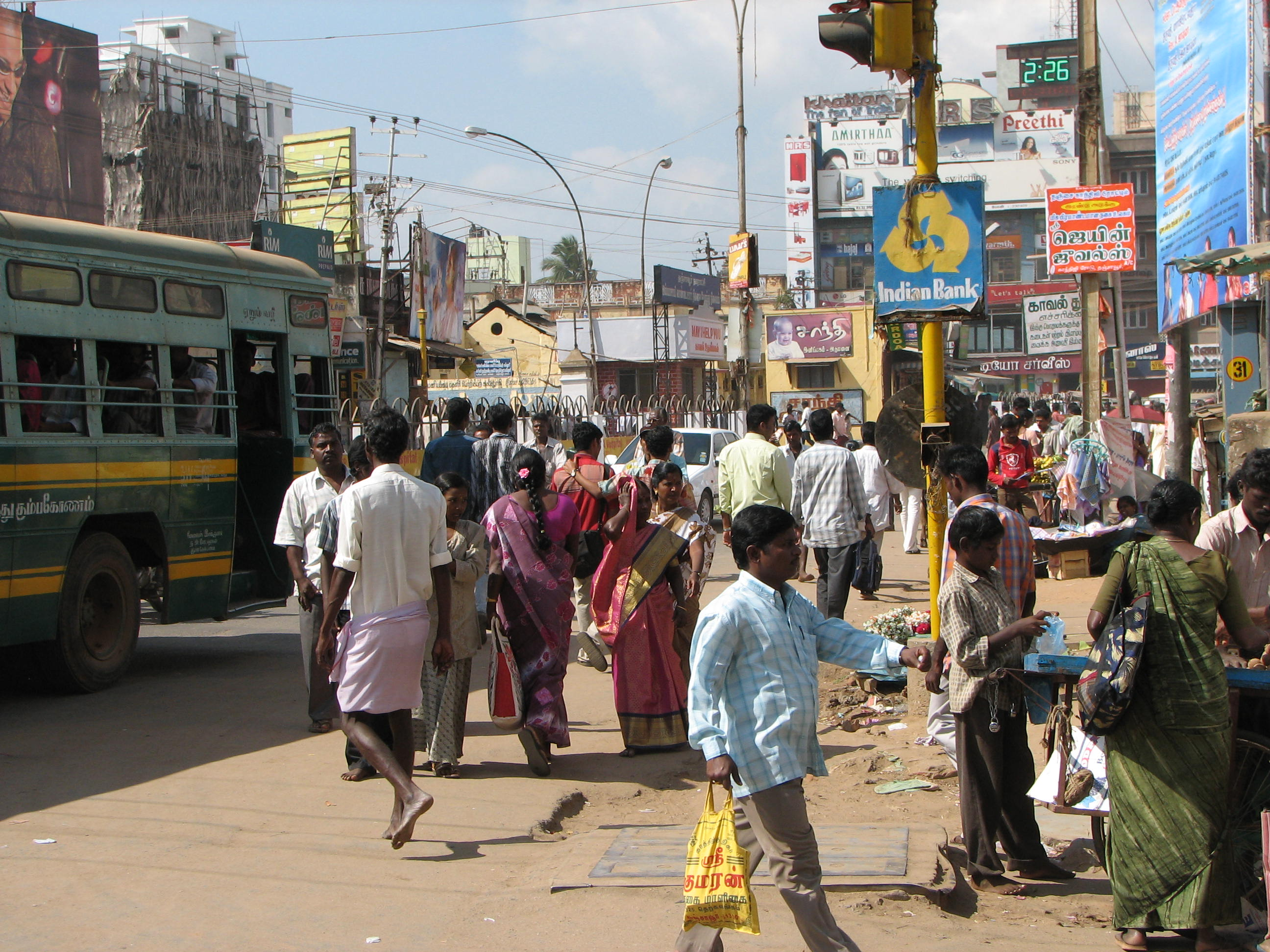
Una strada affollata di Thanjavur.

- Thanjavur - Una delle sedi del regno Chola, in cui è posizionato il Tempio Brihadisvara costruito nell'XI secolo; realizzato con 130.000 tonnellate di granito è la più alta costruzione nel sud indiano ed è stato costruito in modo tale che le ombre delle colonne nel gopuram non cadono mai a terra in nessun momento durante la giornata.
- Gangaikonda Cholapuram - La capitale del regno Chola per 250 anni. Il Tempio di Gangaikondacholisvaram fatto costruire da Rajendra Chola I ed è stato completata nel 1035.
- Darasuram - Un piccolo centro abitato nei pressi di Kumbakonam, possiede il prestigioso Tempio Airavatesvara dedicato a Shiva il quale, insieme con il Tempio Brihadeeswara e il tempio del Gangaikonda Cholapuram, sono i tre lasciti architettonici e spirituali più venerati dell'impero Chola.

### Gruppi di monumenti a Mahabalipuram
Il gruppo monumentale situato a Mahabalipuram, circa 58 km da Chennai, è stato costruito dai re Pallava nel VII e VIII secolo. La città si dice che abbia assunto un rilievo sotto il dominio di Mamalla. Questi monumenti sono stati scolpiti nella roccia lungo tutta la zona costiera di Coromandel. Sorprendentemente sono interamente sopravvissuti al Terremoto e maremoto dell'Oceano Indiano del 2004 che ha devastato le altre città costiere vicine.
- Pancha Rathas: Templi in forma di carri.
- Le 11 mandapas: caverne-santuari dedicati a varie divinità.
- Rilievi sulla roccia che includono gli episodi della "Discesa del Gange" o "Penitenza di Arjuna".
- Il Tempio della spiaggia e gli altri templi scavati e intagliati nella roccia.
- Le Sette pagode di Mahabalipuram

### La ferrovia Nilgiri Mountain
Parte delle ferrovie di montagna dell'India.

## Altre città-tempio del Tamil Nadu

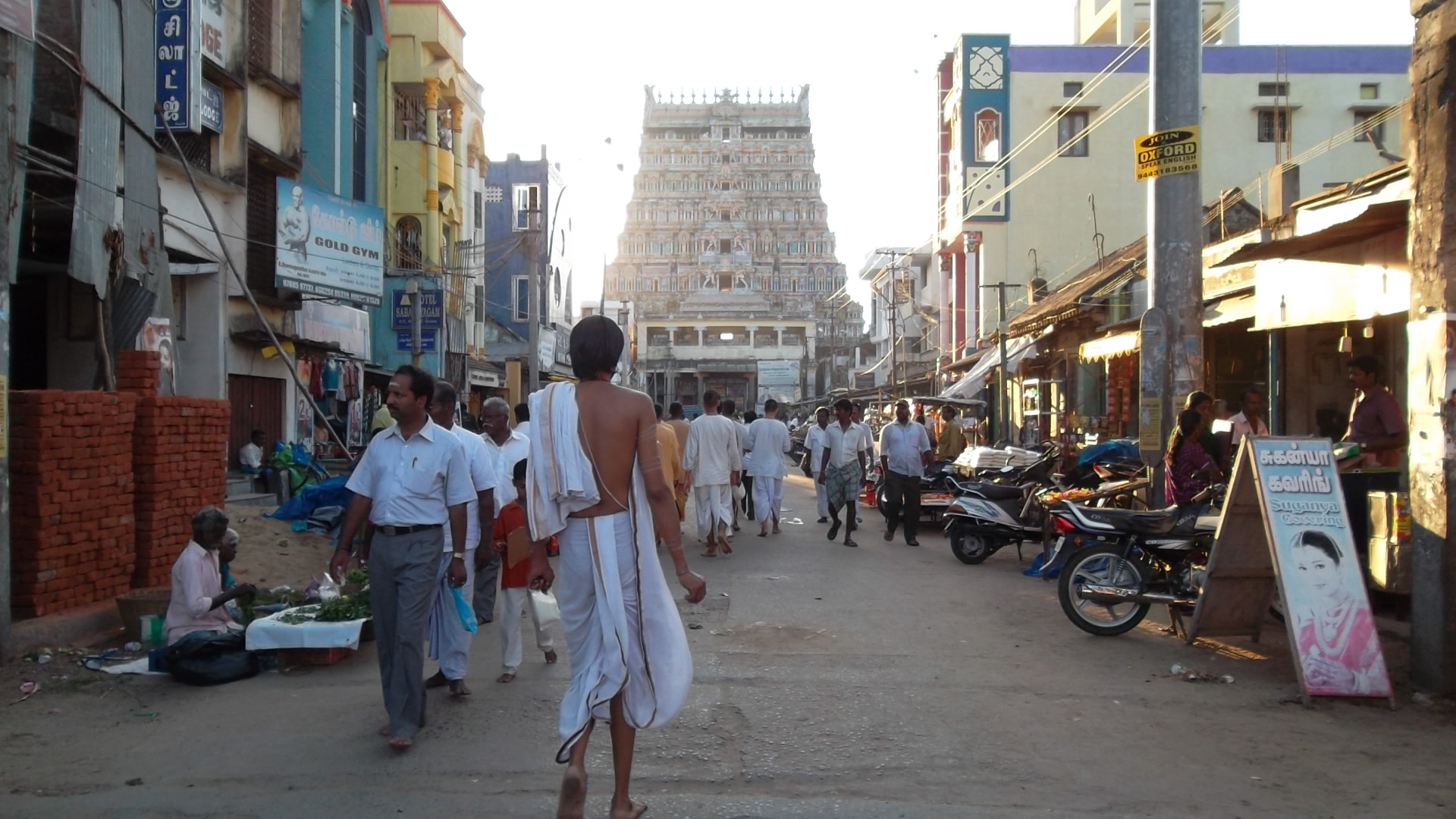
La strada che porta al tempio di Nataraja a Chidambaram.

### Chidambaram
Chidambaram è la città in cui ha trovato la sua sede il dio Shiva come danzatore cosmico di somma beatitudine (Nataraja): il tempio ad egli dedicato è stato costruito nel IX secolo ed il suo santuario interno ha la forma insolita di una capanna con tetto dorato e quattro gopuras a forma di torre che lo circondano.
Molti dei sovrani dell'antica dinastia dei Chola sono stati incoronati qui in presenza della divinità. Ad una trentina di km dalla città, nel villaggio di Melakadambur si trova invece un gran tempio scultoreo la cui architettura lo fa assomigliare ad un carro.

### Kanchipuram
Kanchipuram è una delle destinazioni più visitate del Tamil Nadu, essendo stata a suo tempo la capitale dell'antico 
regno dei Pallava ed è considerata una delle sette città sante induiste. Centinaia di antichi templi vi si trovano, anche se la maggior parte di essi sono oggi in rovina

### Kanniyakumari
Il distretto di Kanyakumari si trova nell'estrema punta meridionale del subcontinente

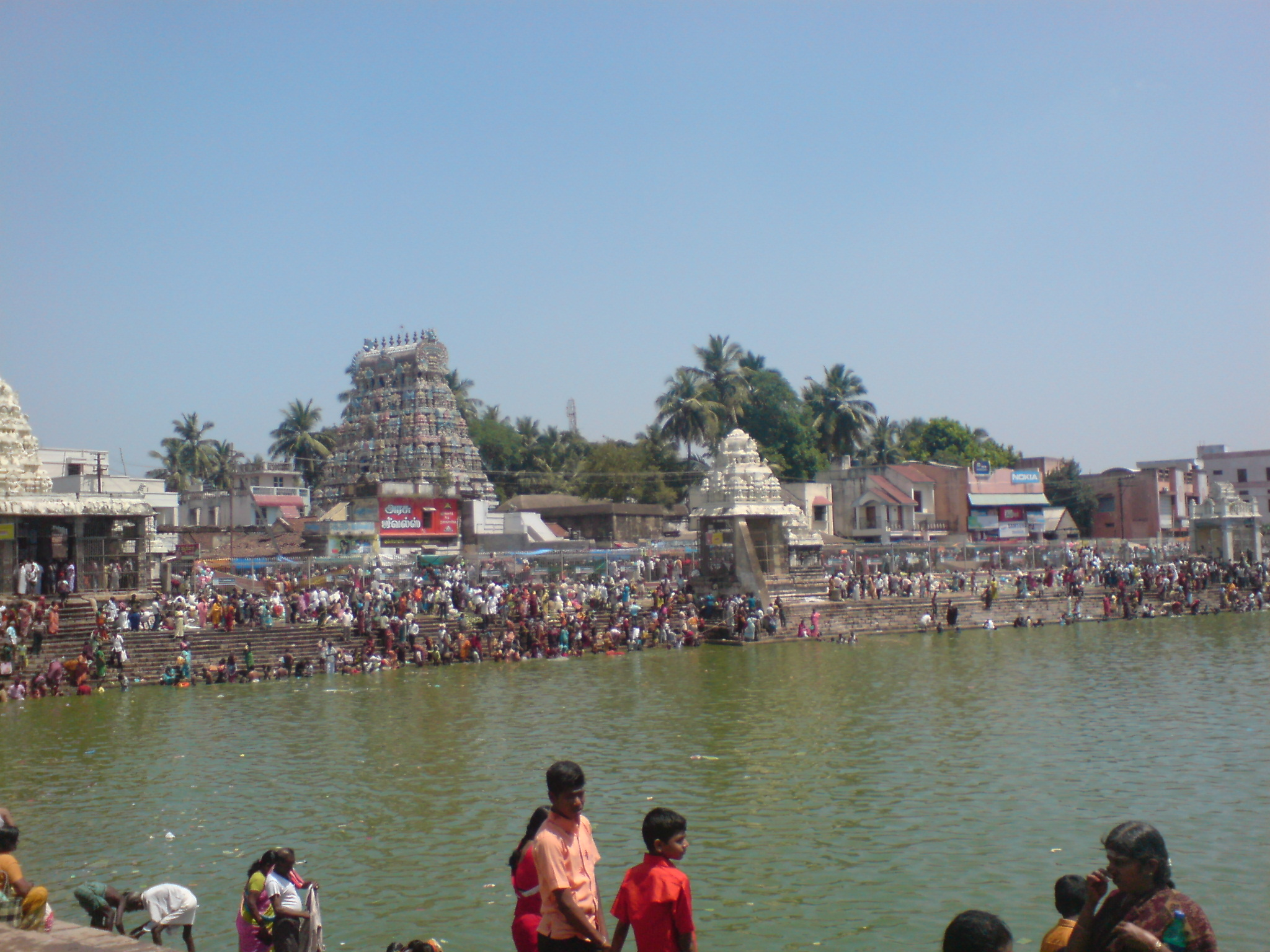
Il "Mahamaham tank", uno dei simboli più importanti d Kumbakonam.

### Kumbakonam
Kumbakonam, a 40 km da Thanjavur, ha circa 188 templi all'interno dei suoi limiti comunali; ma oltre a questi un migliaio e più sono stimati esservi nelle immediate vicinanze. Il tempio Adi Kumbeswarar è il più grande tempio dello Shivaismo nella regione, costituito da un enorme complesso con una superficie di 30.181 metri quadrati i quali contenono tre gopura all'ingresso occidentale Nord ed Est e del tempio.
Il secondo più importante punto di riferimento è il "Tempio Ramaswamy" dedicato al Signore Rāma protagonista del poema epico Rāmāyaṇa; esso ha un numero imprecisato di intricate immagini all'interno dei suoi pilastri raffiguranti le varie scene dell'epica di Ram.
Il "tempio Kasi Viswanathar" è un altro esempio di antica architettura dravidica nella regione. Il serbatoio o pozzo a gradini del tempio contiene le acque dei 9 fiumi sacri presenti nella mitologia induista e cioè quelle del Gange, dello Yamuna (fiume), del Narmada, del mitico Saraswati, del Kaveri, Godavari, Tungabhadra, Krishna (fiume) e Sarayu. Numerosissimi pellegrini visitano il sito durante il festival Mahamaham una volta ogni 12 anni a fanno il bagno nelle acque sacre della vasca che credono li purificherà dai loro peccati.
Il tempio Sarangapani è uno dei cinque più importanti centri di pellegrinaggio del Vaishnavismo nel sud dell'India e ha avuto il più alto Gopura nella regione prima che la città tempio di Srirangam erigesse il proprio. A sud vi è il tempio Someswar, altro fiore all'occhiello dell'architettura dravidica.

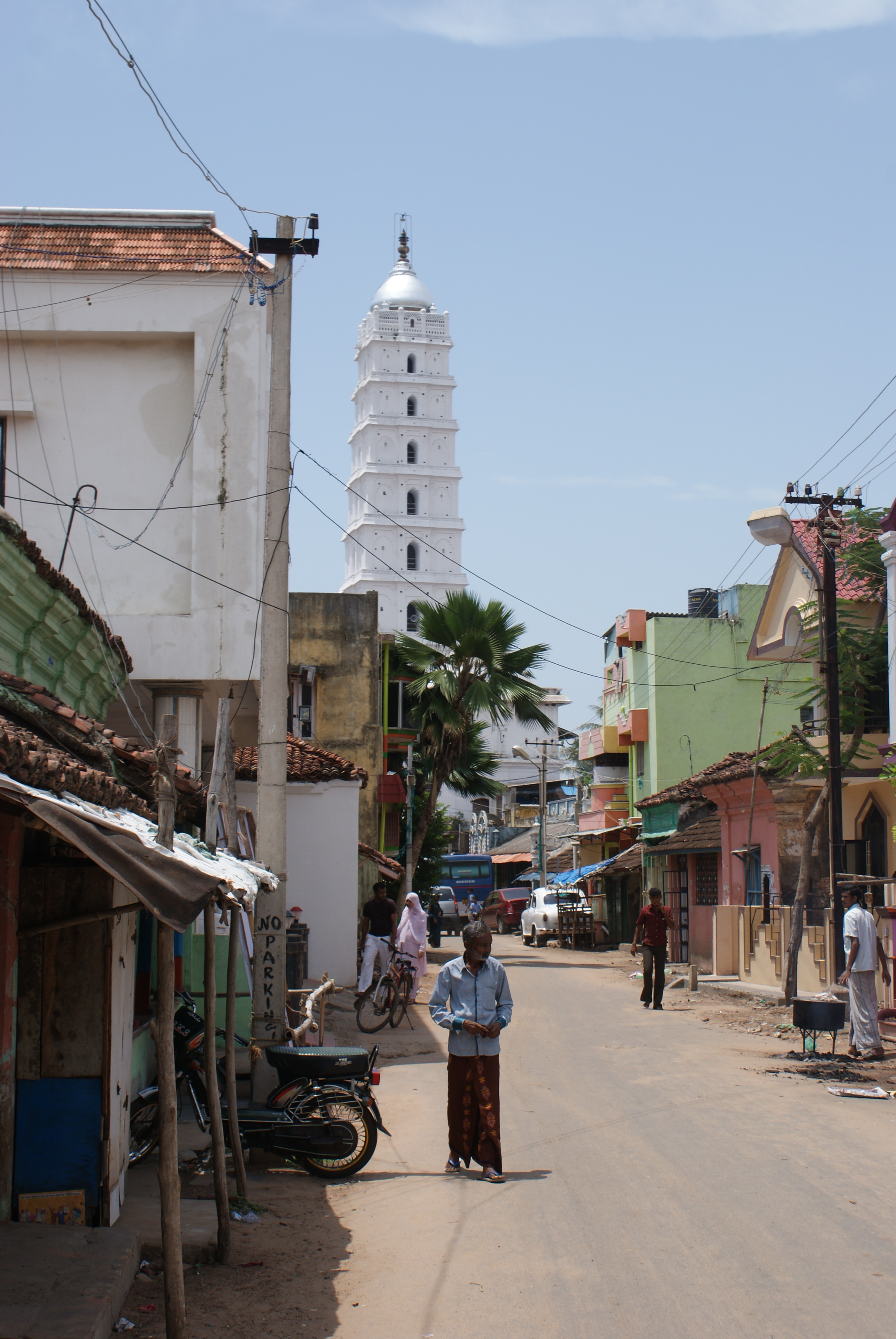
Una via di Nagore con, sullo sfondo, uno dei minareti della "Dargah".

### Nagore
Nagore è una cittadina facente parte del distretto di Nagapattinam, ed è la sede della tomba del santo del sufismo Meeran Sahib Abdul Qadir Shahul Hamid Badshah noto anche come il Nagore Dargah (1490-1579), un luogo spirituale per tutte le fedi. Il Dargah così com'è ora è stato costruito dai devoti i cui desideri sono stati soddisfatti pregando Shahul. Si ritiene che il 60 per cento dei santuari sono stati costruiti dagli indù e ci sono altri santuari costruiti in suo onore a Penang in Malaysia e a Singapore. Il "festival Urs" celebrato ogni anno attira indù e musulmani provenienti da tutto il mondo.

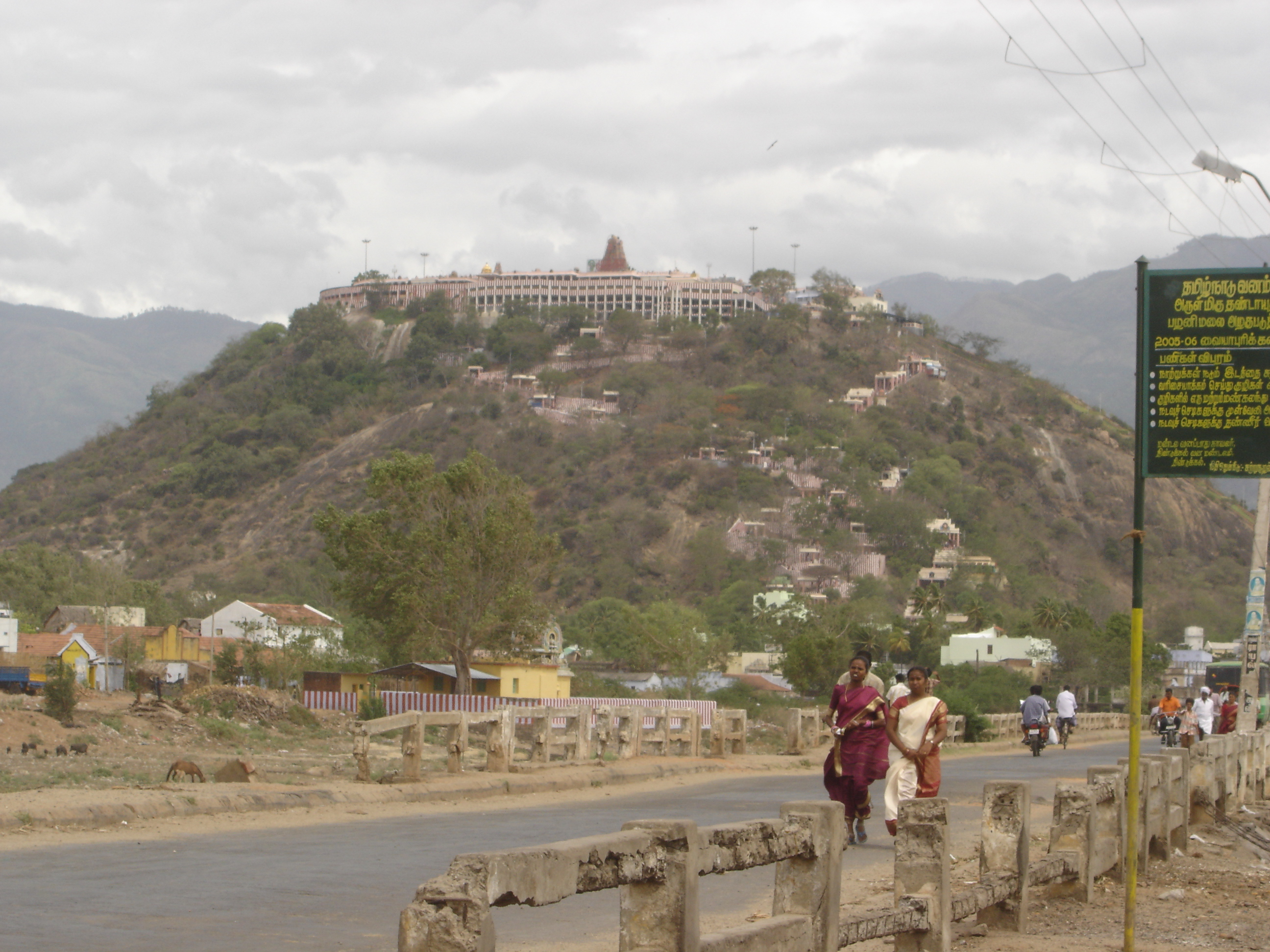
Il grande complesso templare dedicato a Karttikeya situato sulla vetta della colline di Palani è una delle sei dimore di Murugam.

### Palani
Il più grande centro di pellegrinaggio in Tamil Nadu e il secondo più grande nel sud dell'India dopo Tirupati, Palani è la più famosa delle sei dimore di Murugan. Durante il festival Thaipusam il tempio attira folle di devoti, molti dei quali compiono atti di penitenza come radersi la testa, camminare a piedi nudi per tutto il percorso dalle loro case ecc; il tutto per dimostrare la propria devozione. Un servizio di funivia traghetta i devoti fino alla cima della collina. Palani è anche un punto di partenza per le escursioni nelle colline circostanti. Una stazione ferroviaria collega la città a Coimbatore e Madurai.

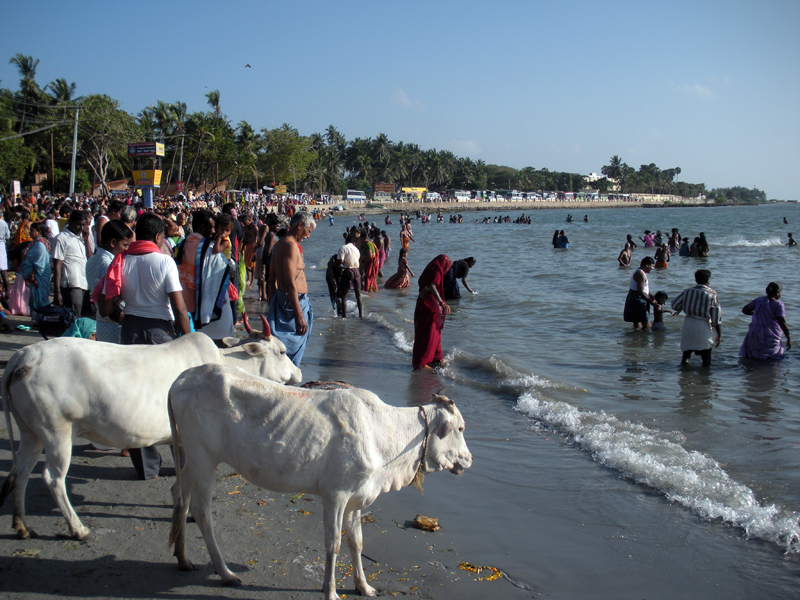
Bagno sulle rive dell'oceano indiano a Rameswaram tra persone e vacche sacre.

### Rameshwaram
Situata sulla punta estrema delle isole Panban a 50 km dallo Sri Lanka, Rameswaram viene considerata sacra quasi quanto Varanasi ed è un vivace centro di pellegrinaggio; essa prende il nome dal Signore Rāma che, secondo la leggenda, intraprese il suo viaggio in direzione di Ceylon partendo proprio da questa città: Rameshwaram è pertanto un luogo di forte significato religioso ed ospita uno dei quattro Char Dham o "quattro dimore" maggiormente venerate nell'Induismo (le altre sono Badrinath, Dwarka e Puri).
Questa città-isola-tempio è collegata con la terraferma da un ponte che si allunga sul mare per 2,3 km. Il tempio Ramanathaswamy è il più importante di tutti e si crede esser stato costruito esattamente nel punto in cui Ram aveva rivolto le sue preghiere a Shiva al momento d'eseguire la missione affidatagli; la costruzione della struttura attualmente visibile è stata avviata nel XII secolo, per concludersi solamente nell'800. Una delle caratteristiche più interessanti del complesso è il corridoio della lunghezza di 1220 metri arricchito con le varie sculture che si trovano sui pilastri, le pareti ed il soffitto.
Il Tempio Kothandaramaswamy situato ai bordi della città fantasma di Dhanushkhodi si suppone sia ubicato nel luogo in cui Vibishena, il fratello di Rāvaṇa, aveva incontrato l'esercito di Rama. Il tempio, miracolosamente sopravvissuto al ciclone del 1964 che distrusse gran parte della regione, riceve una buona quantità di visitatori.
Il villaggio di Devipattinam a 20 km da Ramanathapuram è famoso per il tempio Navagraha dedicato al Signore Jagannātha; in mare, a cento metri dalla riva, sorgono nove enormi blocchi di pietra, che si suppone possano essere i Navagraha, cioè i nove pianeti naturalmente esistenti nel sistema solare (i "fattori di influenza cosmica" sugli esseri viventi).

### Tiruvannamalai
Nel tempio Annamalaiyar ("Arunachaleshwara") che si trova alla base della sacra collina Arunachala (o "Sonagiri") a Tiruvannamalai il dio Shiva viene adorato in forma di fuoco; questa città-tempio è uno dei più antichi siti del patrimonio nazionale indiano, oltre ad essere uno dei centri di massima importanza per lo Shivaismo. La zona della collina e i suoi dintorni sono sempre stati tenuti in alta considerazione dai Tamil nel corso dei secoli; la "festa della luce" Karthikai Deepam che si svolge annualmente attira frotte di devoti da tutta l'India del sud.
Nella regione si trovano anche un certo numero di centri spirituali, tra cui l'ashram fondato da Seshadri Swamigal e quello in onore di Ramana Maharshi il quale visse qui, infine quello del guru Yogi Ramsuratkumar il quale ha raggiunto la mukhti-salvezza nel 2000.

### Tiruvarur
A Tiruvarur si trova il tempio induista dedicato al Signore Thyagaraja, uno degli aspetti di Shiva, luogo di venerazione fin dal VII secolo e cantato negli inni dei poeti sacri: il complesso occupa una superficie di 33 ettari con un grande pozzo a gradini o "serbatoio per l'acqua" situato ad ovest chiamato Kamalalayam.
Al suo interno si trovano numerose sale-santuari e mandapa, distribuite tra i tre spaziosi prakaram-recinti; qui sembrano essersi stabiliti i princìpi e le pratiche del culto degli alberi e poste le più antiche basi del culto del Linga. La città ospita anche l'annuale festival dei carri sacri che si svolge a marzo e che dura 10 giorni, animato dalla folla che li trasporta dal tempio per le vie cittadine circostanti lungo un laborioso percorso.

### Tiruchendur
A Tiruchendur si trova un'altra delle sei dimore di Murugam, il "tempio Swami Subrahmanya", il quale attira centinaia di migliaia di devoti di Karttikeya-Murugam; è situato così vicino al mare che le onde del Golfo di Mannar ne lambiscono il muro perimetrale orientale. Tra gli altri templi della città e i suoi dintorni abbiamo quelli dedicati alla divinità ancestrale Ayyanar e un santuario della fertilità in un borgo nelle vicinanze; ad Authoor si trova il tempio millenario di "Sri Somanatha". Il villaggio di Kulasekaranpatinam è noto per il suo festival Navratri-Dasara.

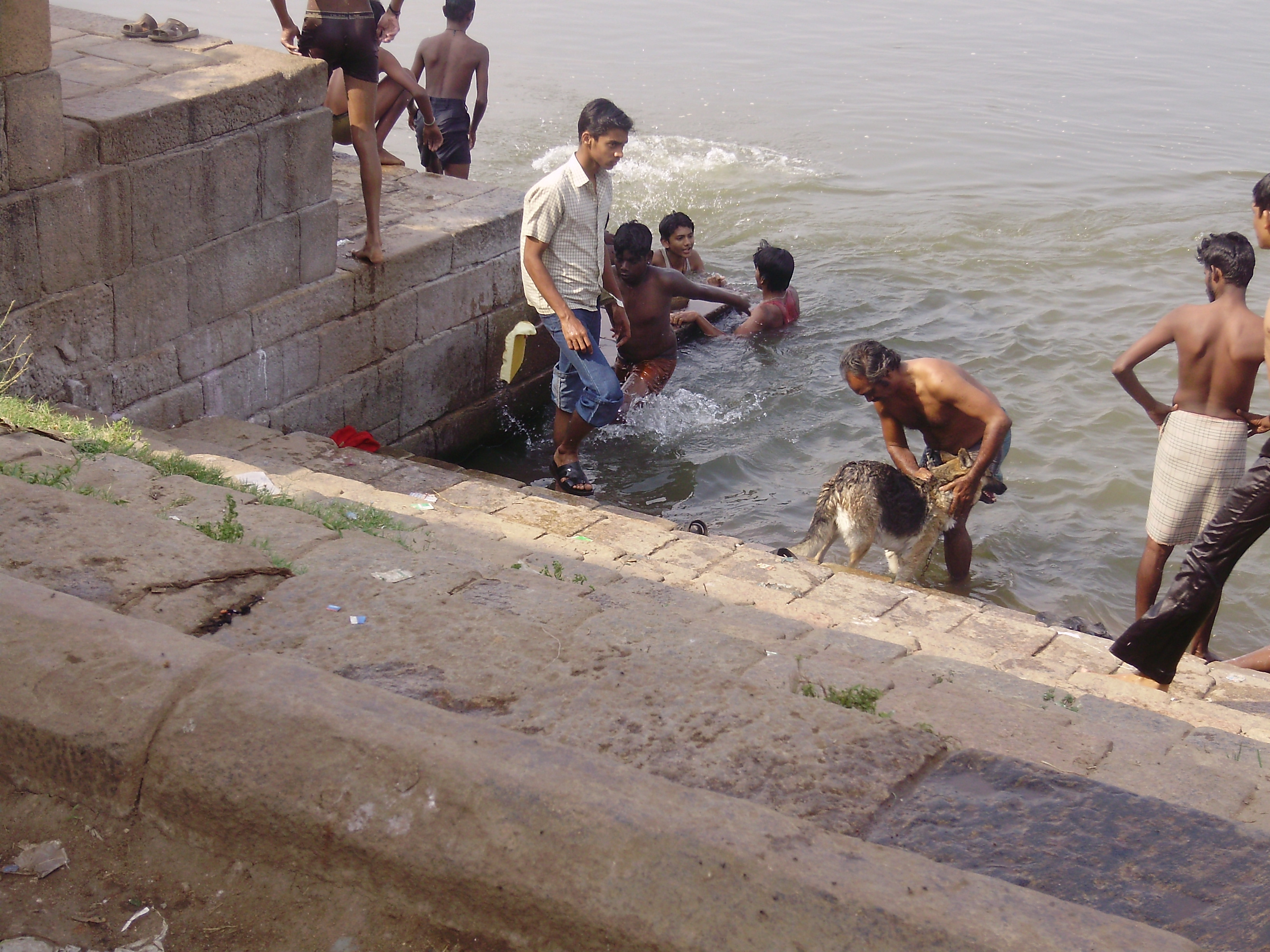
La discesa nel fiume a Tiruchirappalli.

### Tiruchirapalli

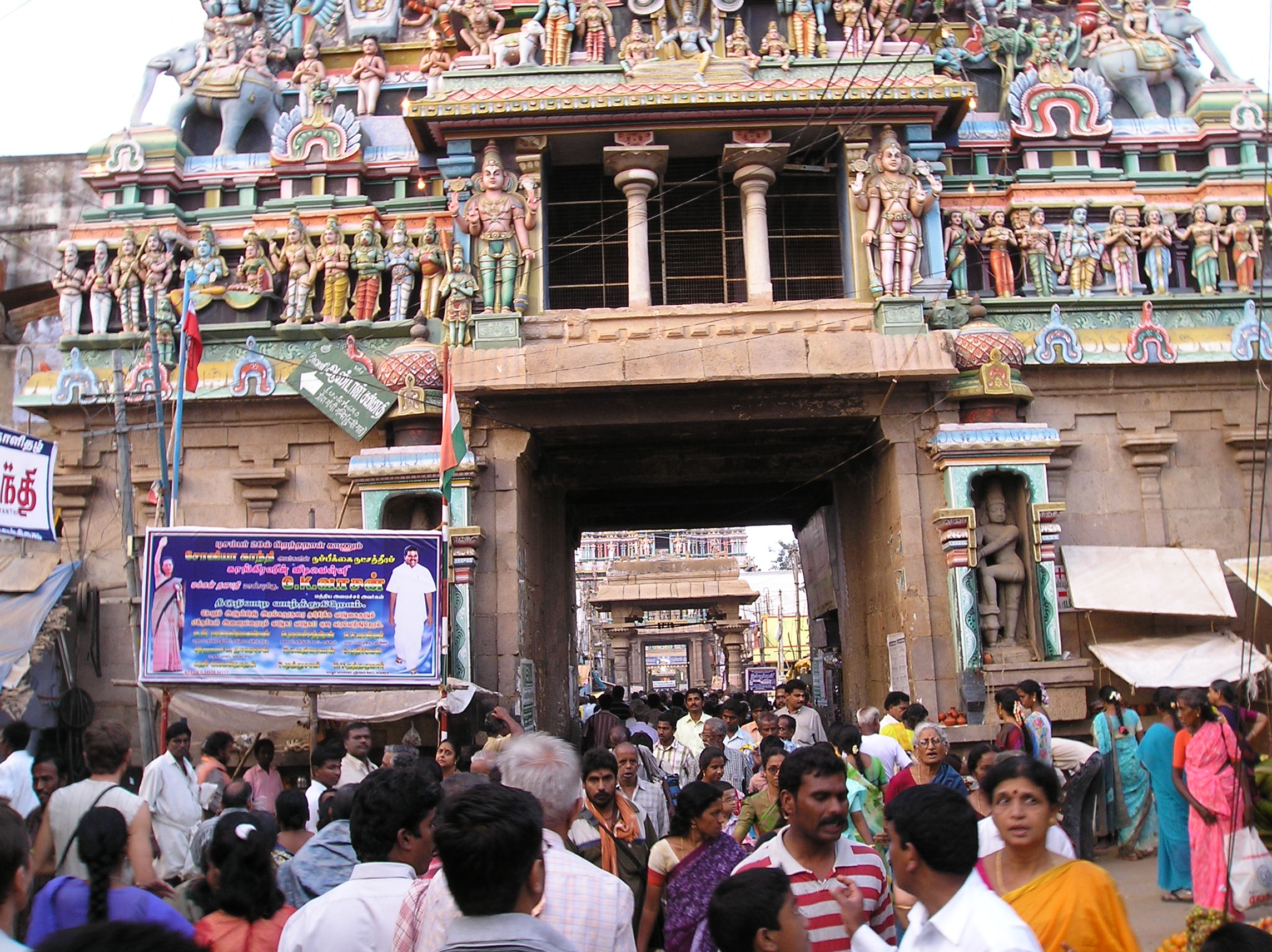
Veduta di Srirangam.

Tiruchirappalli (Trichy), soprannominata "Rock Fort City", è un importante centro educativo e sede amministrativa distrettuale; nel suo territorio sono ospitate le rovine rocciose del tempio "Ucchi Pillayar" risalente al VII secolo e dedicato a Ganesha. La città è anche molto vicina a Samayanallur, ove sorge un tempio dedicato a Parvati, alle città-tempio dell'isola di Srirangam e al sobborgo di Tiruvanaikkaval sede del tempio Jambukeswarar dedito allo Shivaismo.
Situata a 322 km a sud di Chennai e 379 km a nord di Kanyakumari, si trova quasi esattamente al centro geografico dello stato. Il delta del Kaveri inizia 16 chilometri a ovest della città, dove il fiume si divide in due, formando l'isola di Srirangam ora incorporata nella municipalità.
La storia documentata di Tiruchirappalli inizia nel III secolo a.C., quando era sotto il dominio della dinastia Chola. I più importanti monumenti storici includono il Rock Fort (una fortezza costruita sulla cima di uno spuntone roccioso) ove è situato anche il tempio dedicato a Ganesh (questa roccia per la mitologia induista è il luogo dove il dio-elefante si rivolse al re Vibishana dopo aver stabilito il culto di Ranganatha a Srirangam), ilTempio Ranganathaswamy a Srirangam e lo shivaita tempio Jambukeswarar a Thiruvanaikaval.
Il tempio Samayapuram Mariamman del sobborgo di Samayapuram contiene una divinità principale, la Dea della pioggia Maha Mariamman, che è fatta di sabbia e argilla e quindi a differenza di quanto accade per molte altre divinità indù non ci sono abhisheka (lavaggio sacro); i devoti offrono dolcetti fatti di jaggery, farina di riso e ghi, avendo la dea enormi poteri di curare le malattie. Samayapuram è il secondo più ricco (in termini di flussi di cassa) tempio in Tamil Nadu dopo Palani.
L'antica città archeologicamente importante di Uraiyur, capitale dei primi sovrani Chola, è oggi un sobborgo di Tiruchirappalli. La città ha avuto un ruolo fondamentale anche nelle guerre Carnatiche (1746-1763) svoltesi tra la compagnia francese delle Indie orientali e la compagnia britannica delle Indie orientali. La prima linea ferroviaria, che collega Tiruchirappalli e Nagapattinam, è stata costruita nel 1859. L'aeroporto si trova a 5 km dal centro urbano ed è il 10° più trafficato del paese in termini di collegamenti internazionali, con 1 milione di passeggeri e voli regolari per Abu Dhabi, Chennai, Colombo, Dubai, Kuala Lumpur, Mumbai e Singapore.

#### Srirangam
Srirangam è un'isola facente parte del comune di Tiruchirappalli, un altro esempio classico di città templare del Sud; essa ospita il vasto tempio Ranganathaswamy, una delle principali destinazioni di pellegrinaggio del Vaishnavismo (la comunità dei fedeli al dio Visnù). Questo è anche il più grande tempio induista funzionante in tutto il mondo, con un'ampiezza di 156 ettari in totale e con la torre che misura 60 metri di altezza, che ne fa la più alta esistente: solo Angkor Wat è più grande, ma non più funzionante.
Si tratta del primo degli otto santuari di auto-manifestazione (Swayam Vyakta Kshetras) di Vishnu ed è anche considerato il primo e il più importante dei 108 principali templi dedicati al dio (Divyadesams). Il complesso del tempio ha sette prakara-recinti o sezioni murate concentriche; questi sono formati da muri spessi ed enormi bastioni che corrono tutt'intorno al santuario interno. Ci sono 21 gopura-torri (una delle quali interamente in oro) suddivise in tutti i prakaras che offrono uno scenario unico per ogni visitatore.
La città-tempio si trova su un isolotto formato dai fiumi gemelli Kaveri e Kolleron ed il suo tempio è uno dei tre del dio "Ranganata" che si trovano nelle isole naturali formate nel fiume; gli altri due si trovano nei pressi delle Cascate Sivasamudram e a Shrirangapattana in Karnataka.

#### Thiruvanaikaval
Nella piccola cittadina di Thiruvanaikaval-Thiruvanaikoil, poco ad est di Srirangam, è situato lo storico tempio Jambukeshvarar risalente al XVII secolo, una meta importante per i devoti di Shiva ed è stato anche il luogo di nascita del premio Nobel per la fisica Chandrasekhara Venkata Raman

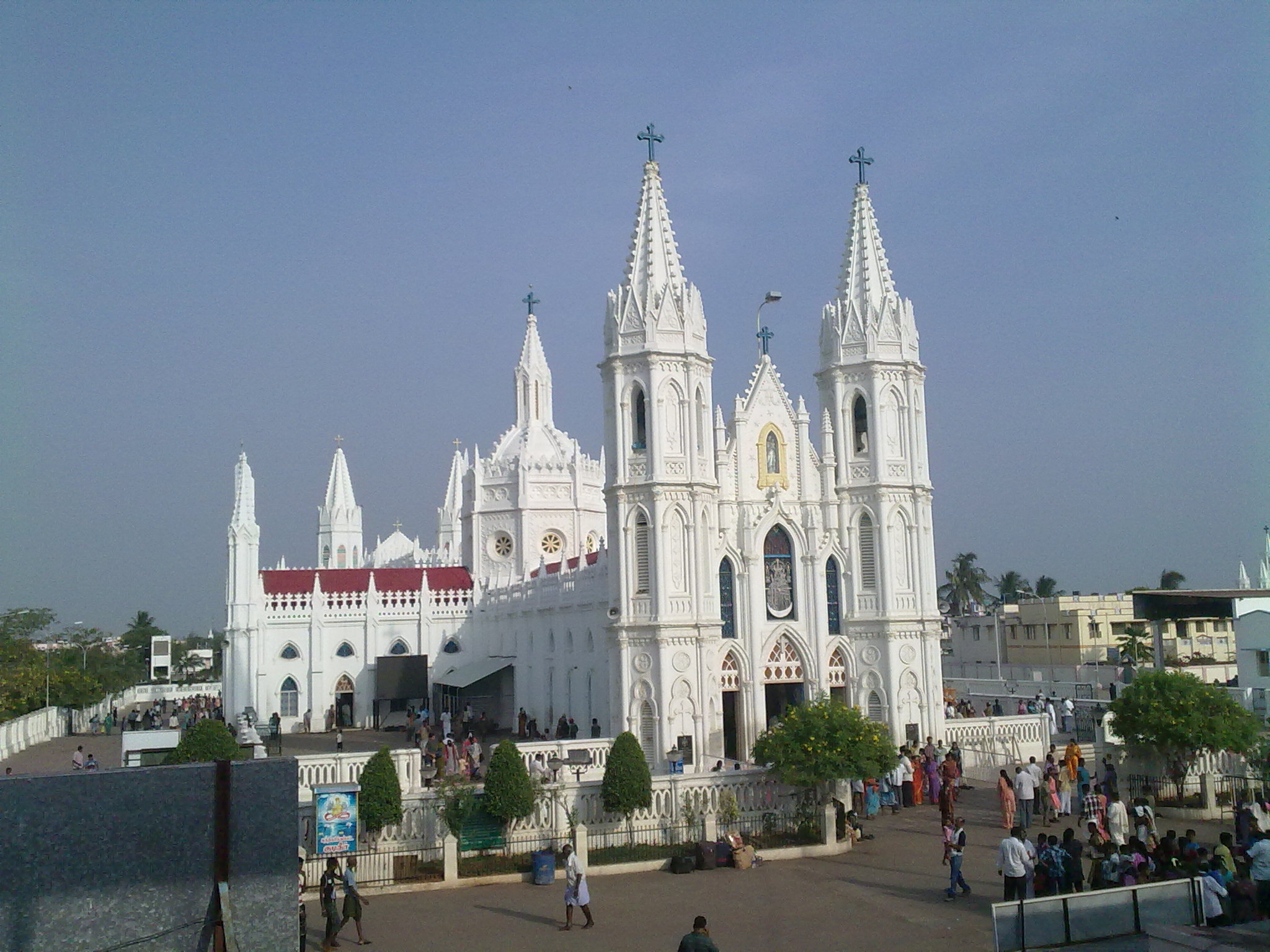
La basilica di Nostra Signora della Salute, risalente al XVI secolo, presso la città costiera di Velankanni.

### Velankanni
La città di Velankanni si trova sulla costa orientale 12 km a sud di Nagapattinam; sede di un importante santuario della Chiesa cattolica dedicato alla Madonna della Salute: si crede difatti che la Vergine Maria abbia poteri di guarigione miracolosa. Nel 1560 ella sarebbe apparsa ad un pastore, chiedendogli di offrirgli del latte per placare la sete di Gesù Bambino. Quando il pastore tornò dal suo padrone, dopo aver eseguito la buona azione, il contenitore che portava con sé continuava a riempirsi di latte; di conseguenza, una piccola cappella di paglia fu costruita presso il sito. Alla fine del XVI secolo, la Vergine Maria apparve di nuovo e questa volta di fronte ad un ragazzo zoppo, che riacquistò l'uso delle sue membra. L'attuale chiesa fu costruita dopo l'incidente: migliaia di pellegrini appartenenti a varie caste e comunità si radunano quotidianamente davanti a questa "Lourdes d'Oriente".